# Christian Daniel Rauch

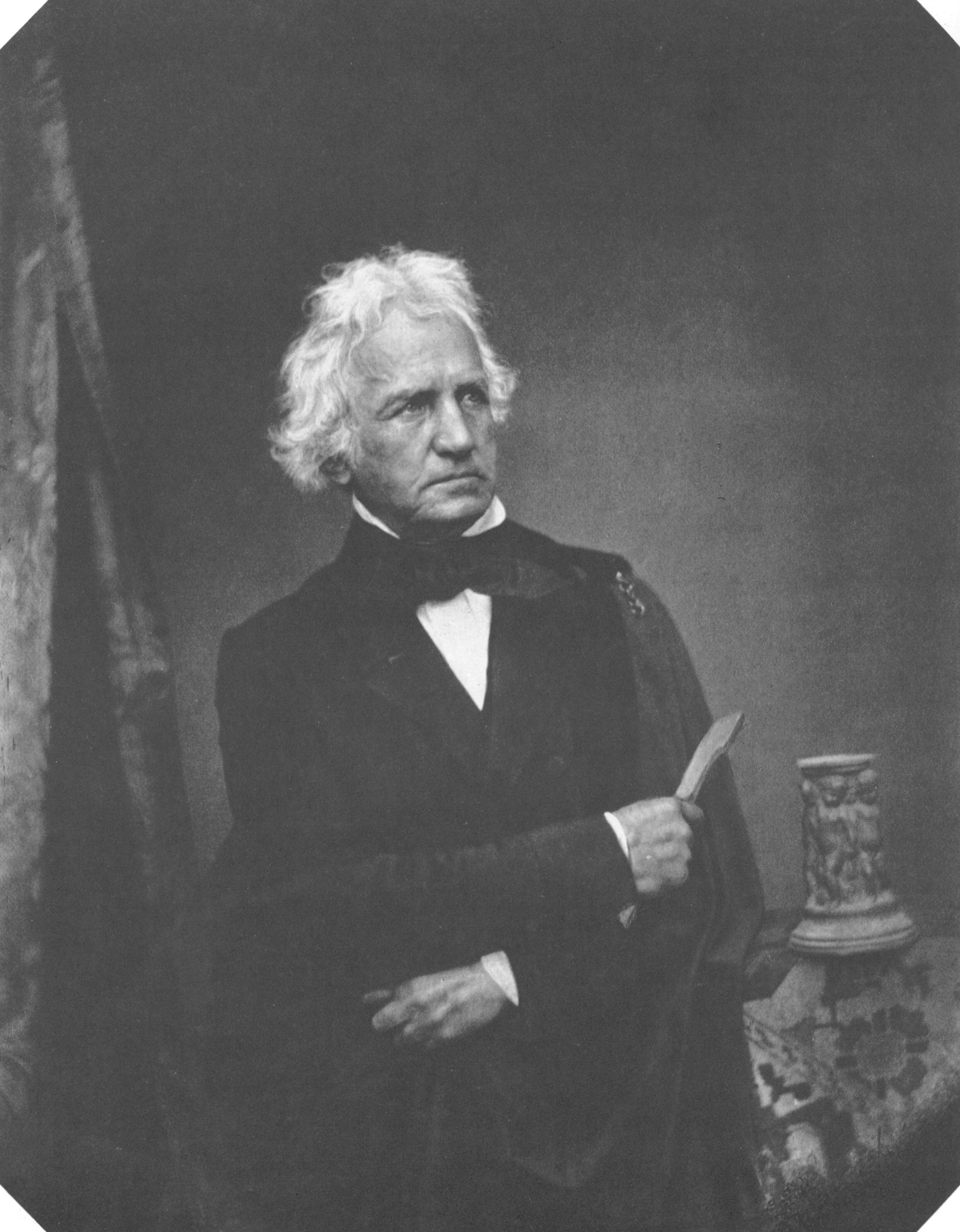
Christian Daniel Rauch, Fotografie von Franz Hanfstaengl, 1855. Rauchs Unterschrift:

Christian Daniel Rauch (* 2. Januar 1777 in Arolsen; † 3. Dezember 1857 in Dresden) war ein deutscher Bildhauer. Neben seinem Lehrer Johann Gottfried Schadow war er der bedeutendste Vertreter des deutschen Klassizismus und der Begründer der Berliner Bildhauerschule. Zu seinen Hauptwerken gehören das Grabmal für Königin Luise von Preußen (1814), die Denkmäler für Friedrich Wilhelm von Bülow (1822), Gerhard von Scharnhorst (1822), Gebhard Leberecht von Blücher (1826) und Friedrich den Großen (1851) in Berlin, das Denkmal für König Maximilian I. Joseph von Bayern (1835) in München und das Albrecht-Dürer-Denkmal (1840) in Nürnberg. Wichtige Gedenkstätten des Bildhauers sind das Christian-Daniel-Rauch-Geburtshaus und das Christian-Daniel-Rauch-Museum in Arolsen.

## Leben

Grabmal für Königin Luise von Preußen (1814), Mausoleum Charlottenburg

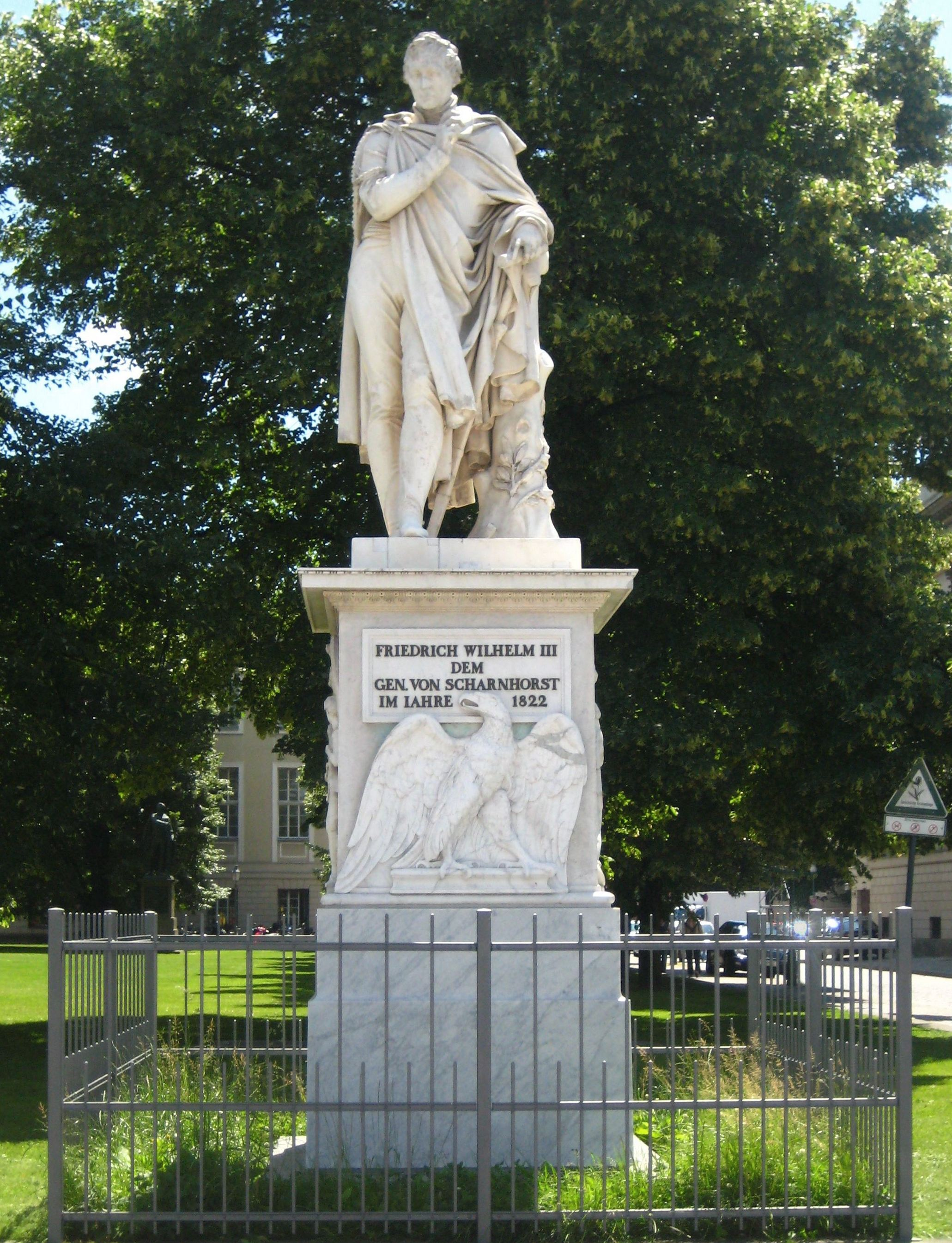
Scharnhorst-Denkmal (1822), Berlin

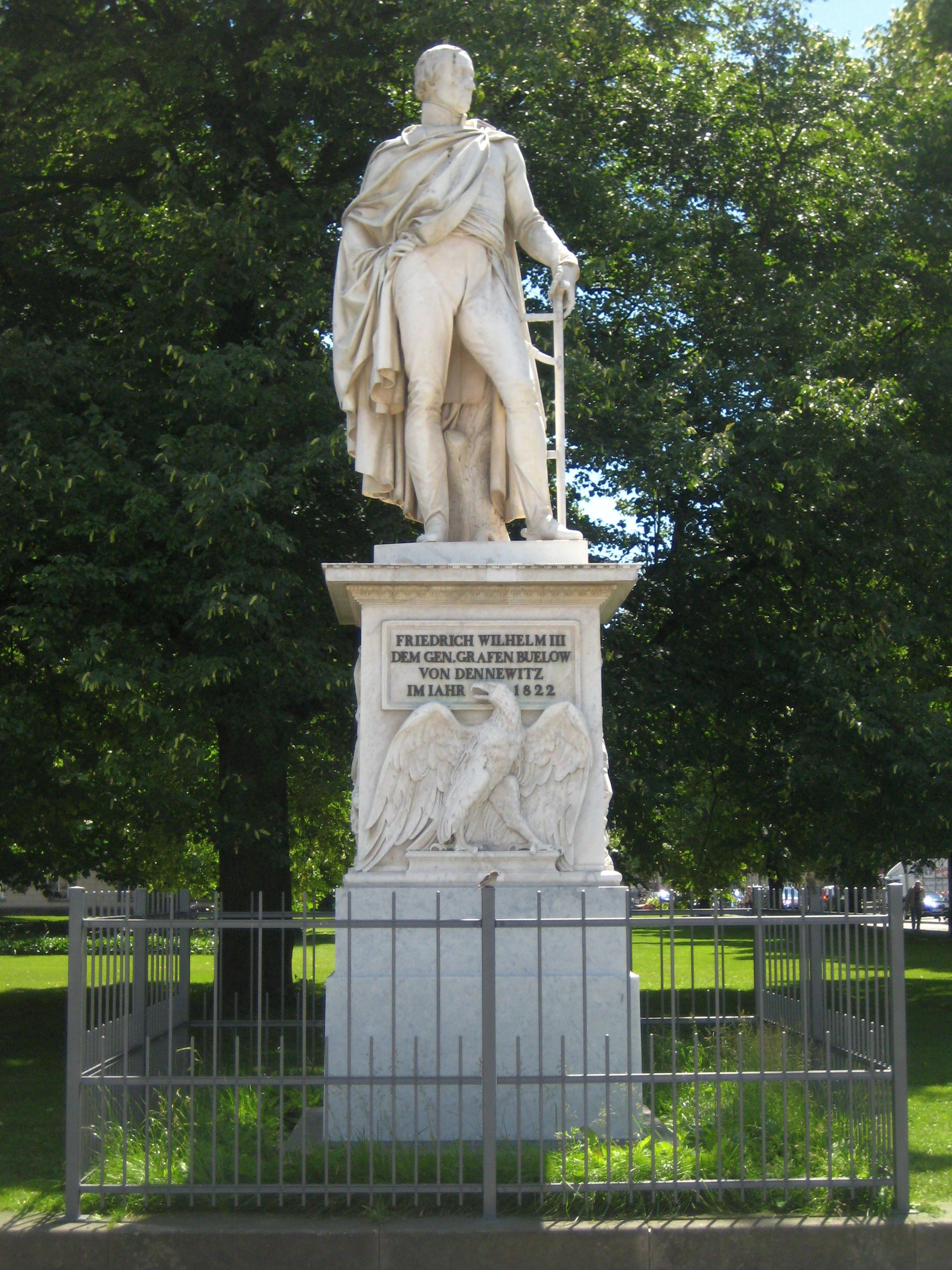
Bülow-Denkmal (1822), Berlin

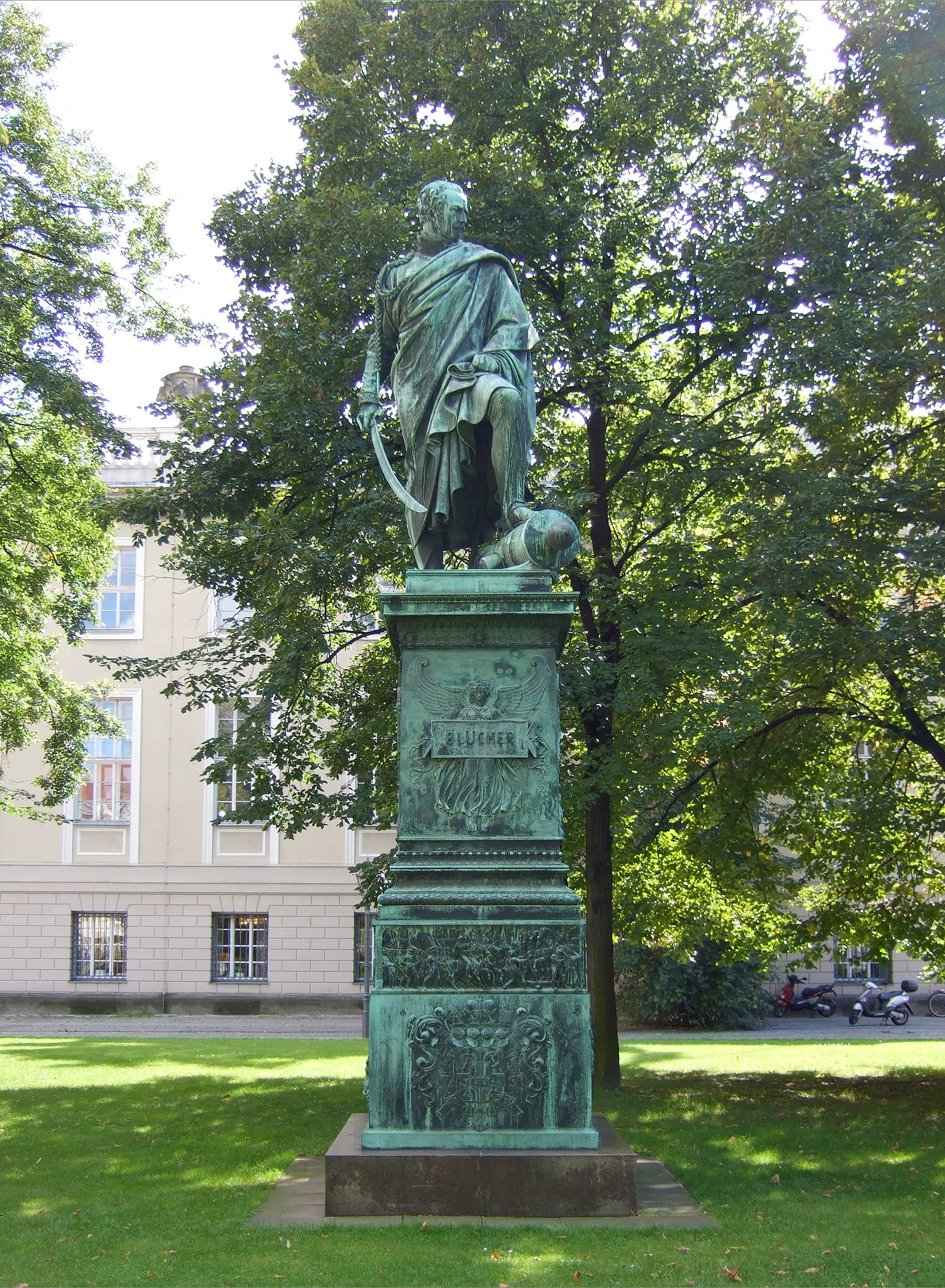
Blücher-Denkmal (1826), Berlin

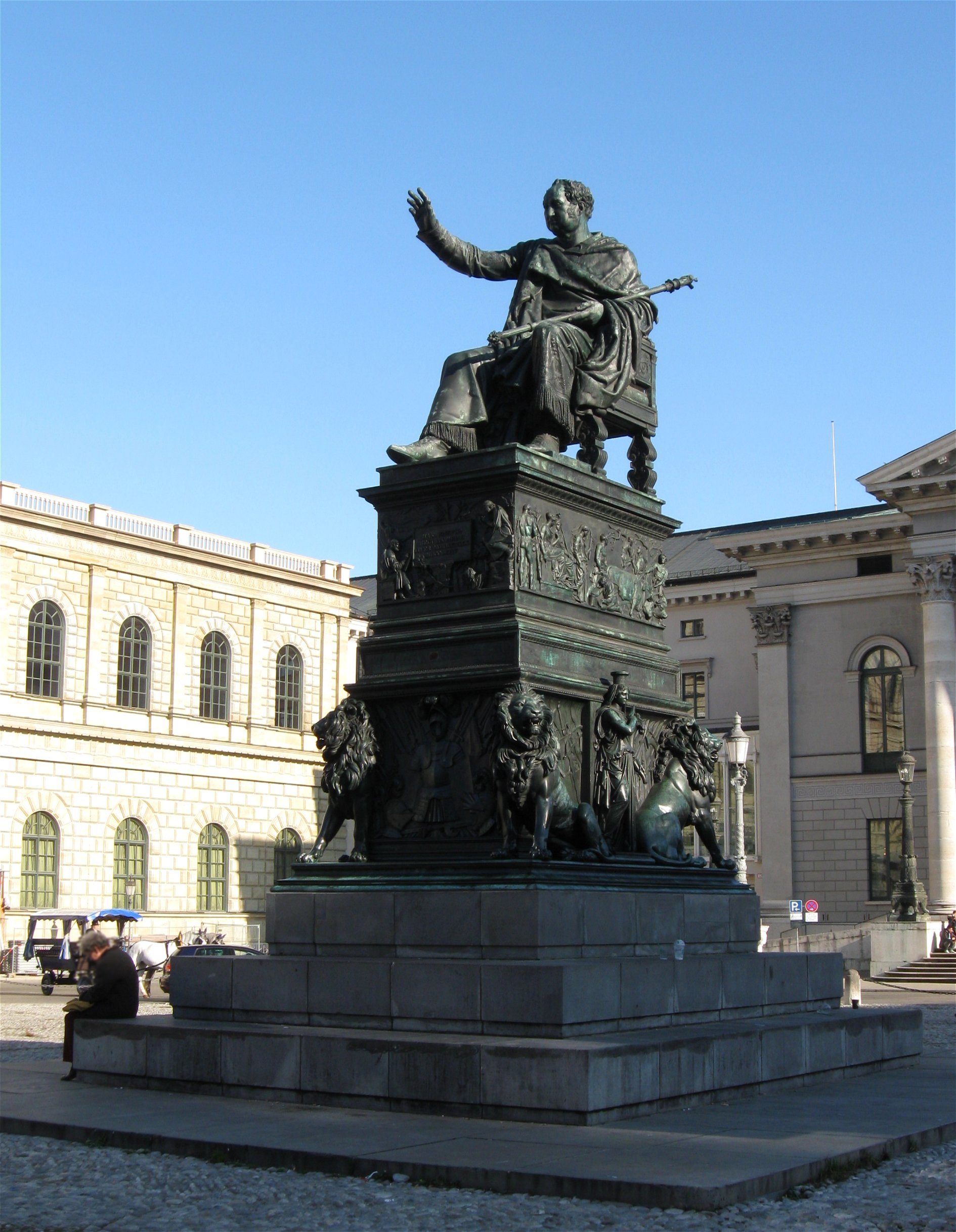
Denkmal für König Maximilian I. Joseph von Bayern (1835), München

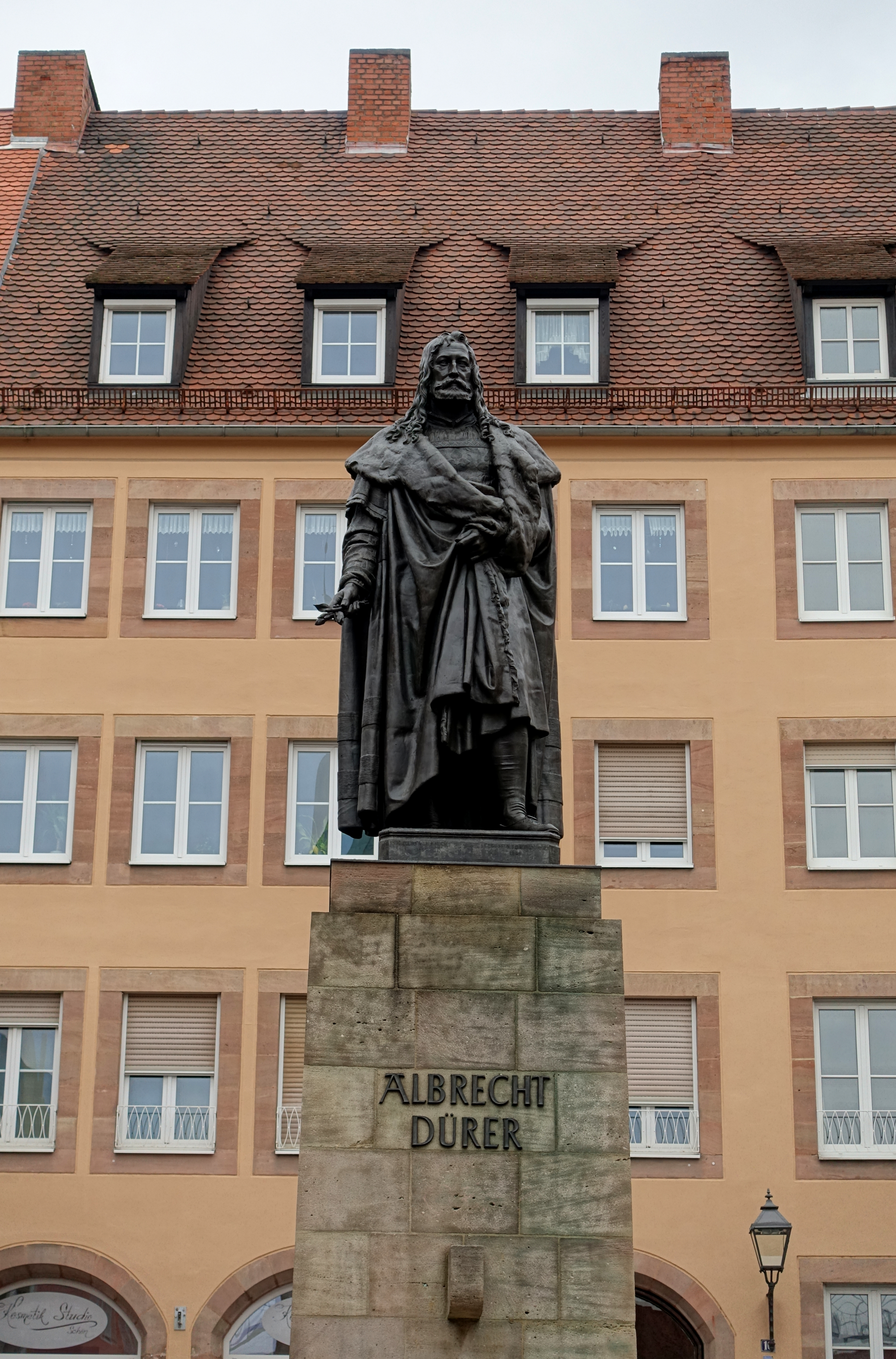
Dürer-Denkmal (1840), Nürnberg

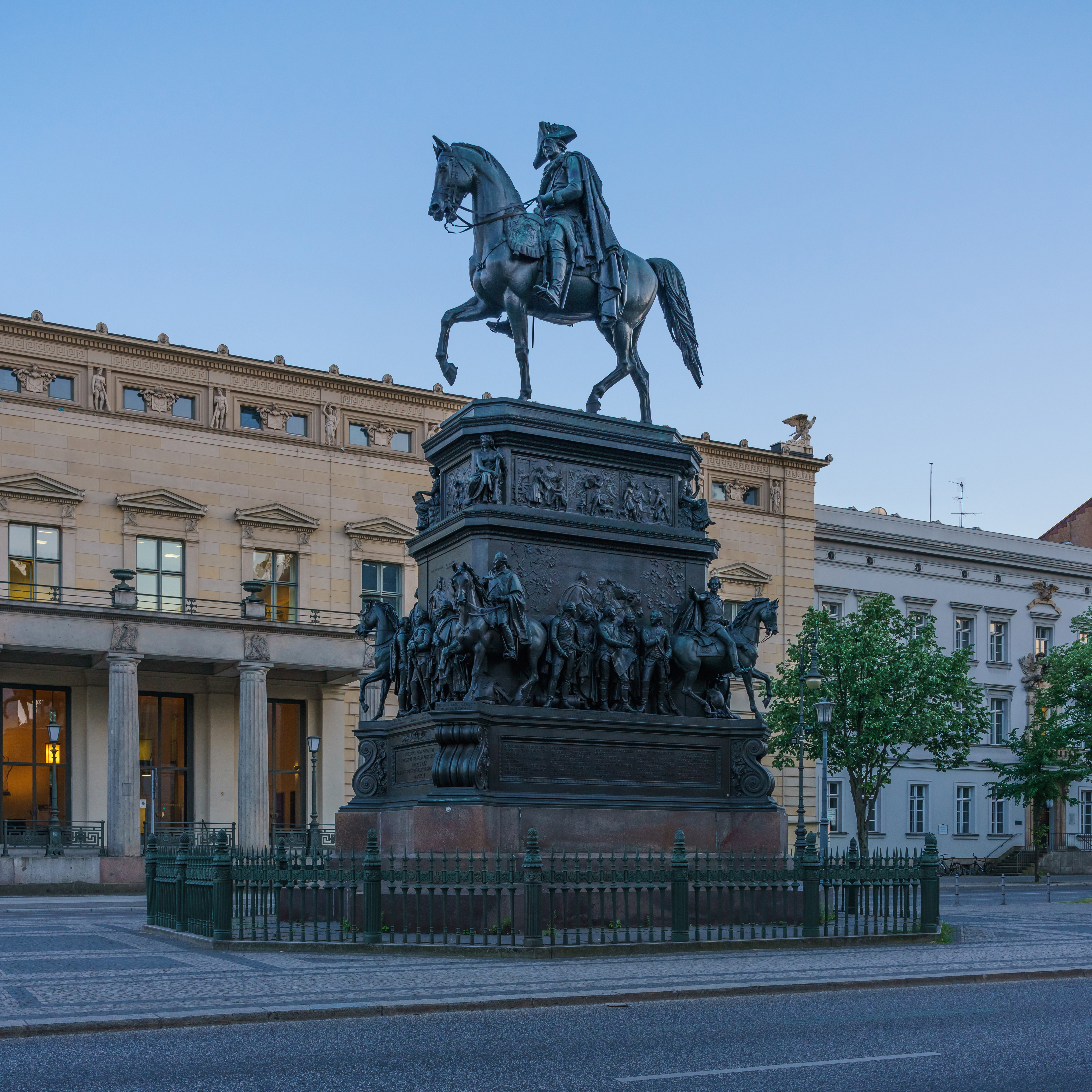
Denkmal für Friedrich den Großen (1851), Berlin

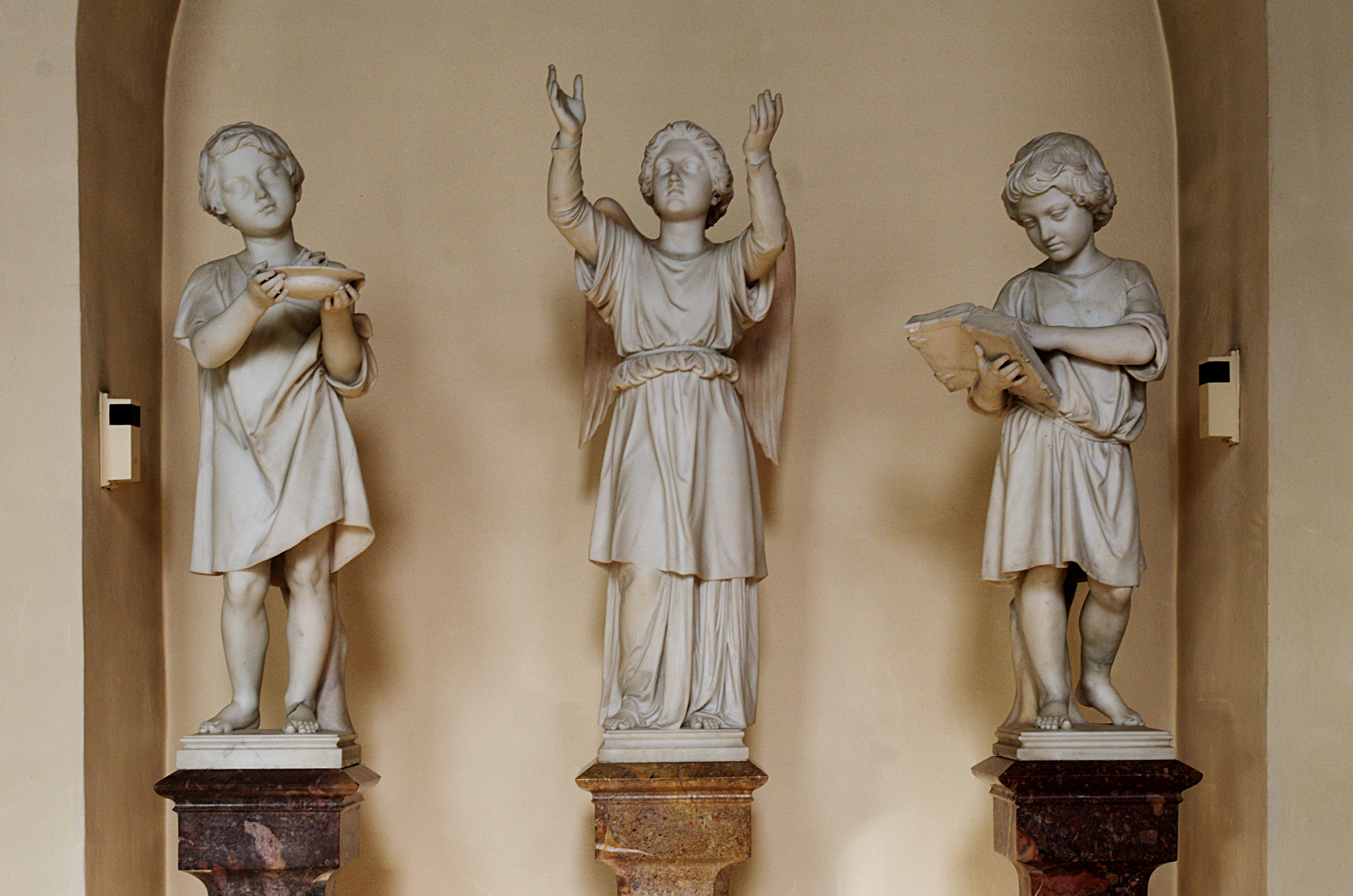
Glaube, Liebe, Hoffnung (1852), Stadtkirche Arolsen

### Frühe Jahre und Ausbildung
Christian Daniel Rauch wurde am 2. Januar 1777 im waldeckischen Arolsen geboren. Dort wurde er auch am Heiligen Dreikönigstag getauft. Er war der Zweitjüngste von sechs Geschwistern. Zwei Geschwister waren zum Zeitpunkt seiner Geburt schon verstorben, zwei weitere folgten ihnen, als Rauch zwei- bzw. zwanzigjährig war. Sein Vater Johann Georg Rauch wurde 1729 in Flechtdorf geboren. Dieser war erst Soldat, bevor er dann als Kammerdiener des Fürsten zu Waldeck tätig wurde. Rauchs Mutter stammte aus Mengeringhausen und starb im Alter von 77 Jahren.
Die Familie lebte in verhältnismäßig einfachen Verhältnissen, wovon sich jeder auch heute noch in dem restaurierten Geburtshaus Rauchs (kleines Fachwerkhaus in der Rauchstraße, Bad Arolsen, im fürstlichen Brauereigarten) ein Bild machen kann. Der gebildete Vater ließ seine Söhne an der früher noch kostenpflichtigen Bürgerschule Arolsen unterrichten. Zusätzlich bekamen sie Privatunterricht in Latein und Französisch. Die sprachlichen Kenntnisse sowie der gute Umgang bei Hofe sollten ihm später sehr dienlich sein.
Als Rauch dreizehn Jahre alt war, begann er seine Lehre bei dem Bildhauer Friedrich Valentin in Helsen. Fünf Jahre später verließ Rauch Valentin, da es keine Aufträge mehr gab. Von 1795 bis 1797 war er Gehilfe des Bildhauers und Akademieprofessors Johann Christian Ruhl in Kassel, für den er an der Ausschmückung des Schlosses Wilhelmshöhe mitwirkte. An der Kasseler Landgräflichen Akademie, wo auch Ruhl lehrte, modellierte er in Ton.

### Am preußischen Hof
Nach dem Tod des Vaters 1796 sorgte zunächst der elf Jahre ältere Bruder Friedrich, der Hofgärtner und danach Kammerdiener beim preußischen König im Schloss Sanssouci in Potsdam war, für die Familie. Als sein Bruder 1797 starb, musste der zwanzigjährige Christian Daniel die Sorge für die Mutter und den jüngeren Bruder Ludwig übernehmen. Noch im gleichen Jahr trat er die Stelle seines Bruders an und wurde Kammerdiener bei Friedrich Wilhelm II. Nebenher studierte er Kunstgeschichte und Altertumskunde an der Berliner Kunstakademie.
Nach dem baldigen Tod des preußischen Königs wechselte er in den herrschaftlichen Dienst der jungen Königin Luise, die er auf ihren Reisen begleitete. An der Kunstakademie freundete er sich mit vielen Künstlern an, darunter Karl Wichmann und Karl Kretschmar. Es entstanden erste eigene plastische Arbeiten; er modellierte einige Reliefs nach Skizzen von Gottfried Schadow und wurde 1803 Schadows offizieller Gehilfe. Schadow war schon mit 24 Jahren Leiter der königlichen Bildhauerwerkstatt geworden und erkannte Rauchs Begabung. Versuche Rauchs, aus dem höfischen Dienst entlassen zu werden, scheiterten an der Weigerung der Königin. Rauch arbeitete bis spät in die Nacht, las Werke von Goethe und Schiller und modellierte, anstatt wie seine Freunde Karten zu spielen.
1804 und 1812 wurde Rauch Vater zweier Töchter, Agnes und Doris, jedoch ohne mit deren Mutter Wilhelmine Schulze (1783–1855) die Ehe einzugehen. Er bekannte sich aber zu den Töchtern (wie später zu seinen sechs Enkelkindern), zog sie in seinem Haushalt auf und erreichte, dass sie seinen Familiennamen tragen durften.
Wenn nicht bei ihm, so wohnten die Kinder im Logierhaus der Familie seines Vetters Mundhenk in Bad Pyrmont am Altenauplatz 1. Da es dem berühmten Künstler „unmöglich“ war, die Mutter der Kinder (die zwar „… noch ziemlich jung, hübsch von Gestalt, aber sehr häßlich von Kopf“ war) zu ehelichen, wurden die Kinder, mit Hilfe der Familie Mundhenk, immer wieder dort oder bei Pflegeeltern in Holzhausen untergebracht. Auch später, als inzwischen berühmter Künstler am preußischen Hof, besuchte Christian Daniel Rauch Bad Pyrmont mehrfach (1797, 1819, 1823) und logierte im „Haus Mundhenk“.

### Studium in Rom
Auf einflussreiche Fürsprache hin gewährte ihm Friedrich Wilhelm III. mit Kabinettsorder vom 29. Juli 1804 für sechs Jahre ein Stipendium von jährlich 125 Talern und 12 Groschen für einen Studienaufenthalt in Italien. Mit 27 Jahren trat er die Reise nach Rom als Begleiter des jungen Grafen Karl Sandretzky an. Ihre Reise führte durch Deutschland, Schweiz, Frankreich und Italien. Bald nach seiner Ankunft wurde er Wilhelm von Humboldt, dem preußischen Gesandten beim Vatikan, vorgestellt. Sie schlossen Freundschaft, und Humboldt stellte weitere Kontakte zu Künstlern und Gelehrten her. In Rom lernte Rauch auch die klassizistischen Bildhauer Antonio Canova und Bertel Thorvaldsen kennen. Nach Humboldts Weggang lebte er in der Künstlerherberge Casa Buti. Im Jahr 1809 wurde Rauchs Stipendium auf 400 Taler jährlich erhöht.
Rauch lebte abwechselnd in Rom und Carrara, hier zeitweise in einer Wohn- und Arbeitsgemeinschaft mit Christian Friedrich Tieck. Mit großer Anteilnahme erlebte Rauch aus der Entfernung den Niedergang Preußens sowie auch den Befreiungskrieg. Ihm wurde selbst in Italien mit Verbannung gedroht, und er musste sich einmal zwischen Carrara und Rom freikaufen.
Im Herbst 1810 wurde Rauch (nach Fürsprache Wilhelm von Humboldts) vom preußischen König Friedrich Wilhelm III. der Auftrag erteilt, eine Liegefigur der verstorbenen Königin Luise für deren Sarkophag im Charlottenburger Mausoleum zu schaffen. Er fertigte die Gipsversion 1811 und 1812 unter den Augen des Königs an. Erschwert wurde die Arbeit dadurch, dass Rauch die Marmorarbeiten in Rom ausführen lassen, der König die Statue aber gerne in Berlin entstehen sehen wollte und sich das Zugeständnis für Rom nur schwer abrang.
1812 sandte Rauch das Gipsmodell nach Rom. Rauch beschloss, Statue und Sarkophag in Carrara roh anzulegen und erst in Rom zu vollenden. Nach der Vollendung des Grabmals wurde es für die Seefahrt nach Hamburg verladen. Rauch erfuhr aus der Zeitung, dass das Schiff gekapert worden war, und erst fünf Monate später kam die Nachricht, dass das Grabmonument auf einem anderen Schiff in Cuxhaven angekommen sei. Rauch konnte es noch vor der Rückkehr des Königs vom Wiener Kongress von den Salzwasserschäden befreien und in dem dafür neu erbauten Mausoleum im Schlosspark Charlottenburg aufstellen.

### Werkstatt in Berlin
Seit 1815 hatte Rauch in Berlin eine Wohnung im Berliner Schloss. Aber erst 1819 ließ er sich dauerhaft in der Hauptstadt nieder. Zunächst musste er einen heftigen Kampf um eine den Anforderungen genügende Werkstatt führen. Die Situation entspannte sich erst, als ihm das sogenannte „Lagerhaus“ in der Klosterstraße zur Verfügung gestellt wurde. Er löste seine Werkstatt in Carrara auf und ließ Tieck mit vier der geschicktesten italienischen Marmorwerkleute nach Berlin kommen.
Das Lagerhaus (seine „Heimat“) wurde zum Ursprungsort der Berliner Bildhauerschule. Rauch selbst war unablässig tätig, gönnte sich bis ins hohe Alter nach dem einfachen Essen keine Ruhe, und der Gang zur Werkstatt war ihm auch in trüben Tagen ein Trost. Zeitweise war Rauch einer der meistbeschäftigten Bildhauer in ganz Europa.
Als Höhepunkt seiner künstlerischen Karriere lässt sich wohl der Staatsauftrag für das Reiterstandbild Friedrichs des Großen 1836 bezeichnen (1851 enthüllt), mit dem er seinem Lehrer Schadow endgültig den Rang abzulaufen schien (Dieser soll – berlinernd und humorig – gesagt haben: „Mein janzer Ruhm is in Rauch uffjegangn“). Neben vielen Fürsten- und Feldherrenstatuen fertigte er auch Bronze- und Marmorbüsten von Goethe und Dürer sowie einzelne Büsten für die Walhalla-Gedenkstätte bei Regensburg (unter anderem Anton Raphael Mengs und Gerhard von Scharnhorst) an.
Eine Besonderheit im Werk Rauchs ist die marmorne Statuengruppe Glaube, Liebe, Hoffnung, die in der Arolser Stadtkirche neben und vor dem Altar standen und nach der Kirchenrenovierung (1957/1958) einen neuen Platz in einer Wandnische fanden.
Anlass zum Entwurf der Statue „Glaube“ war eine 1821 geäußerte und nach zehn Jahren wiederholte Bitte um eine Plastik für die dortige Stadtkirche. Rauch gab deshalb seinem Knaben Camillo (die Figur des Waisenknaben wurde vom Francke-Denkmal in Halle übernommen) eine Schale in die Hände, die er bittend vor sich hält. Er beschloss, dem Gotteshaus eine größere Gruppe zu stiften. Dem Knaben mit der Bibel, der den „Glauben“ verkörpert, stellte er die Figur mit der wärmenden Flamme als „Liebe“ gegenüber. Bei einem Besuch Rauchs in Arolsen, dem ersten nach 23 Jahren, wurde die Aufstellung der Skulpturen besprochen. 1845 entwarf Rauch die Figur der „Hoffnung“, aber erst 1852 konnte sie in der Kirche aufgestellt und beim Weihnachtsgottesdienst dieses Jahres erstmals betrachtet werden.
1852 bot Rauch der Stadtkirche Gipsabdrücke der vier Kardinaltugenden Weisheit, Mäßigung, Gerechtigkeit und Stärke als Geschenk an. Die Kirchenbehörde ging darauf jedoch nicht ein, weil ihr die Allegorien aus theologischer Sicht problematisch erschienen. Rauch war tief verärgert und schenkte die vier Darstellungen 1856 dem Fürsten zu Waldeck, der sie im Treppenhaus des Schlosses anbringen ließ.

### Arbeitsweise und Kunstauffassung
Bevor Rauch seine Skizzen zu einer Bildnisstatue anfertigte, besorgte er sich alle erreichbaren Porträts und die vorhandene Literatur über die Person. Die dann angefertigten Skizzen wurden dem Auftraggeber, meist Fürsten, aber später auch Bürgervereinen und Städten, vorgelegt, die vielfach Änderungen wünschten. Nach ihrem Einverständnis wurde zunächst ein kleines Gipsmodell angefertigt, dann ein Hilfsmodell in halber Größe. Die Modelle wurden nackt angefertigt, um anatomische Fehler zu vermeiden. Diesen Modellen hängte er Stoffbahnen zur Ausrichtung des Faltenwurfes um. Da Rauch sehr sparsam war, nutzte er diesen Stoff manchmal für Mäntel seiner Enkelkinder. Auch befasste er sich eingehend mit der Örtlichkeit, die für die Aufstellung des Denkmals vorgesehen war. Er forderte zum Beispiel Pläne, Skizzen der umstehenden Gebäude und Bodenprofile an oder wählte unter mehreren Plätzen aus. Erst hiernach konnte die richtige Größe festgelegt und dem vorläufigen Kostenanschlag ein endgültiger nachgereicht werden.
Die Ausarbeitung der Statue erfolgte in Ton. Damit dem oft viele Zentner schweren Koloss Halt gegeben werden konnte, richtete man vorher ein starkes Eisengerüst als Skelett auf und schichtete den Ton darum. Die Schaffung des Tonmodells dauerte Monate. Dabei musste der Ton ständig feucht gehalten werden, damit er nicht rissig wurde. Von dem Tonmodell wurde mit großer Vorsicht und Sorgfalt eine Kopie in Gips abgenommen. Solche Gipsmodelle, die leicht zu modellieren waren und der späteren Ausführung in Marmor oder Bronze genau glichen, wurden von Rauch gelegentlich in seiner Werkstatt öffentlich gegen Entgelt ausgestellt; der Ertrag kam dem Waisenhaus oder anderen sozialen Einrichtungen zu.
Sollte das Standbild in Marmor ausgeführt werden, so musste man sich zuerst grob von der Außenseite, dann vorsichtig mit Meißel, Raspel und Feile an das Bildwerk heranarbeiten. Diese Arbeit überließ Rauch weitgehend seinen Mitarbeitern und Schülern; er selbst legte nur die letzte Hand an. Anders hätte die fast unglaubliche Anzahl der Skulpturen nicht entstehen können. Er schuf in seinem Leben mit Hilfe seiner Schüler und Lehrlinge rund 50 Statuen, 150 Büsten und 90 Reliefs.
Bei seiner rastlosen Arbeit mit Spatel, Meißel und Feile war Rauch immer wieder mit großen Problemen konfrontiert. Ein Standbild des Zaren Alexander I. von Russland, das Rauch für 1817 geplant hatte, konnte er erst drei Jahre später vollenden, da sich zweimal der Marmor als rissig und unbrauchbar erwies. Größte Sorgfalt widmete er auch den Denkmälern Scharnhorsts und Bülows. Bei diesen Statuen und den Sockelreliefs trat für Rauch zum ersten Mal die Frage der Kleidung auf. Da er die klassischen griechischen Werke als den Höhepunkt der plastischen Kunst empfand, kleidete er die von ihm geschaffenen Statuen in klassische Gewänder. Bei diesem Standpunkt blieb er sein Leben lang. So lehnte er es noch dreißig Jahre später ab, die Geistesheroen Schiller und Goethe als Gruppe für Weimar anders als im „idealen“ Kostüm zu entwerfen. Weil der berühmteste unter den Stiftern des Doppeldenkmals, König Ludwig von Bayern, auf seiner heroisierenden Auffassung bestand, verzichtete Rauch auf den Auftrag, der daraufhin seinem Schüler Rietschel erteilt wurde.
Rauch war von seiner bildhauerischen Grundschule, der Antike, und von dem zu benutzenden Material, dem Stein und dem Erz, her nicht bereit, eine aus der Emotion kommende Bewegung darzustellen. Pathetisches, Effektvolles lag ihm fern. Bei aller realen Ähnlichkeit in Gesichtszügen und Gestalt sucht er seinen Geschöpfen eine zum Idealen strebende Allgemeingültigkeit zu geben, ohne jedoch eine innere Bewegung bei ihnen zu verbergen. Sein Streben nach Geschlossenheit und Harmonie trug ihm in der zweiten Hälfte des Jahrhunderts den Vorwurf der Schwunglosigkeit und des Mangels an Anmut ein.
Rauch hat zeitlebens an allen Erscheinungen der Kunst und des Kunstgewerbes großen Anteil genommen. Er half Bildhauern, indem er ihnen behauenes Material zur Verfügung stellte. Er beriet Fürsten und wohlhabende Leute bei Marmoreinkäufen aus Italien und Griechenland. Überdies sorgte er dafür, dass die Berliner Gießerei mit guten Formern und Gießern besetzt war. Mehrfach wurden auf seine Initiative hin Fachkräfte nach Petersburg und Paris geschickt.

### Späte Jahre und Ehrungen

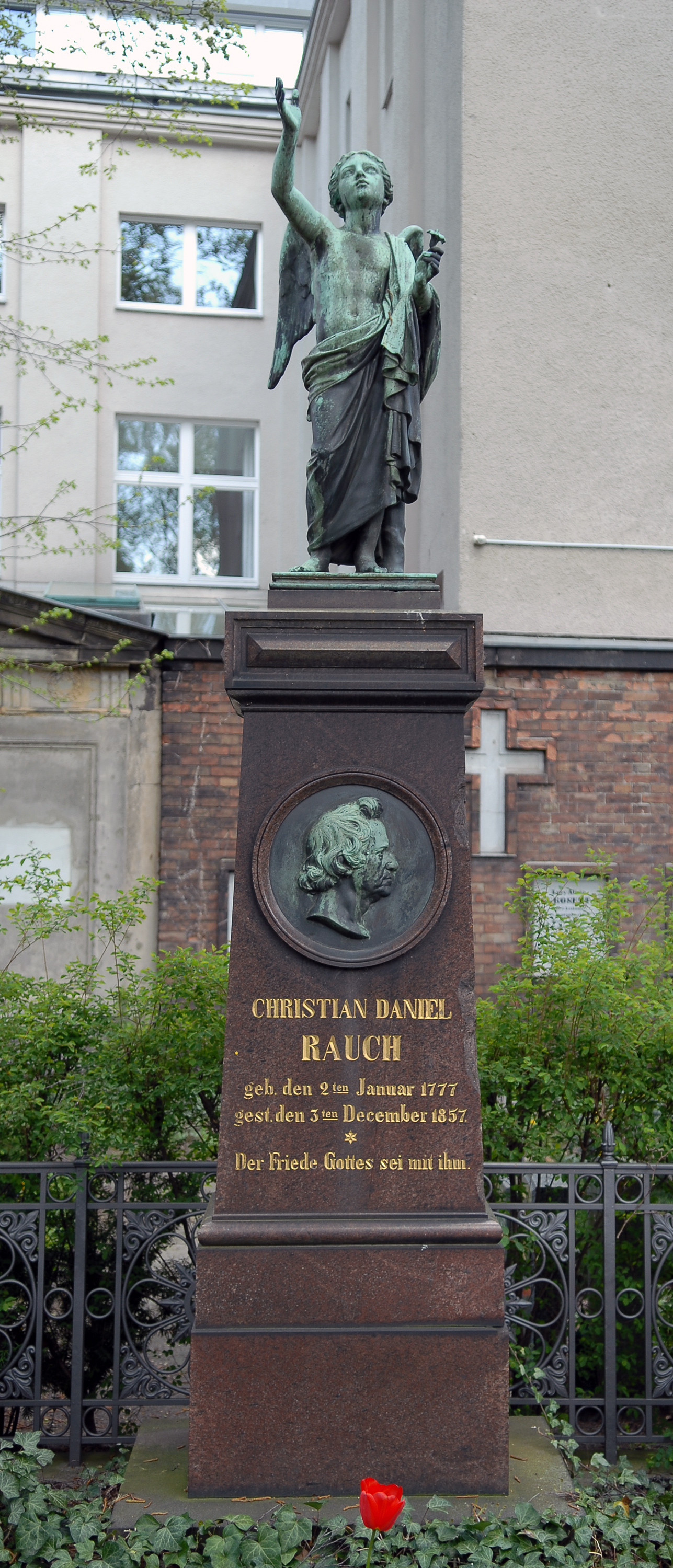
Rauchs Ehrengrab auf dem Dorotheenstädtischen Friedhof

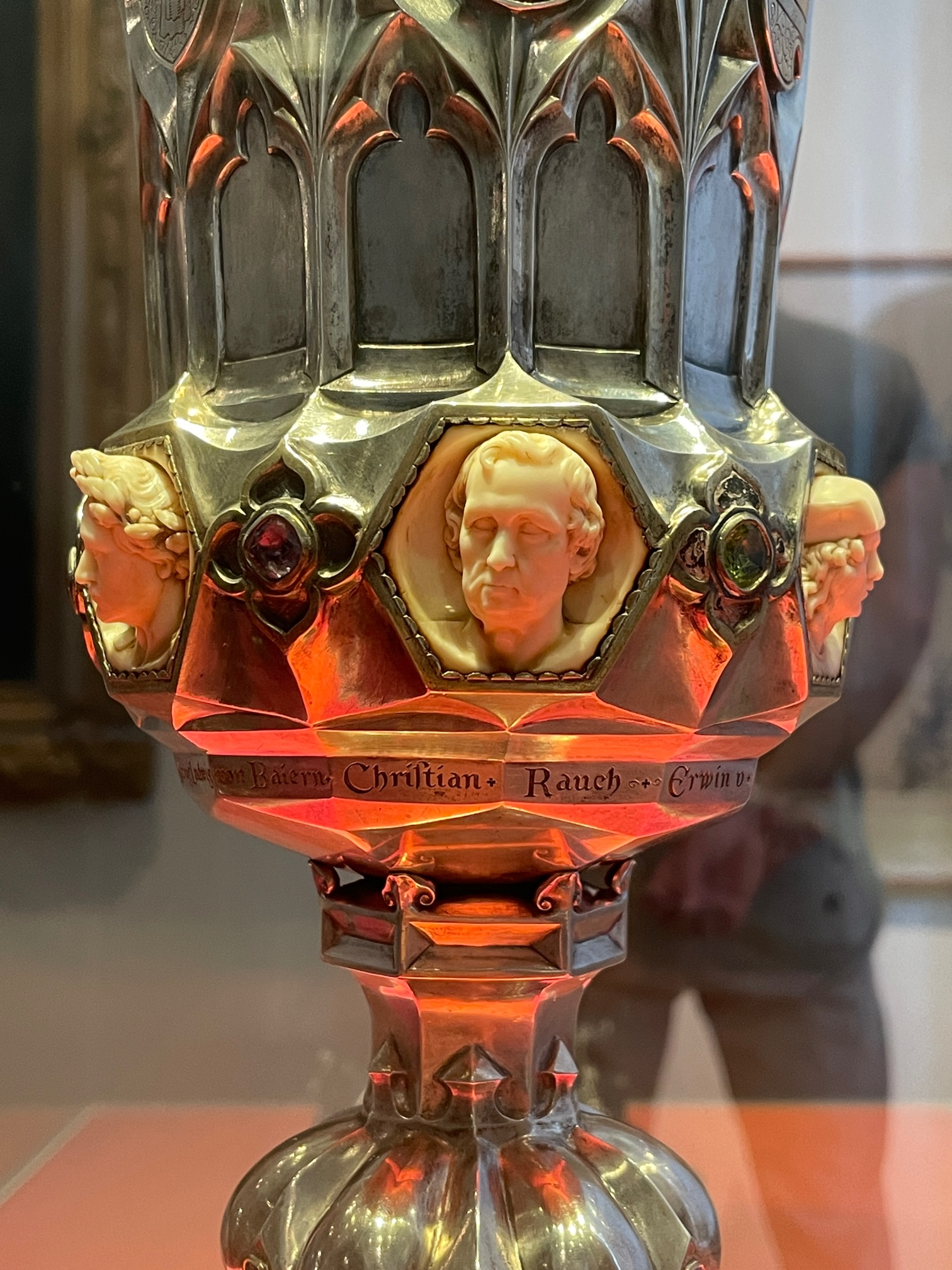
Lukaspokal des Hamburger Künstlervereins; die Detailansicht zeigt das Porträt von Christian Daniel Rauch.

In der zweiten Hälfte seines Lebens ging Rauch mehrfach auf Reisen, um bei der Einweihung seiner Denkmäler anwesend zu sein, um antike Skulpturen zu kaufen oder Einladungen zu folgen. So unternahm er Reisen nach Venedig und Neapel, wo er mit dem preußischen Gesandten Basilius von Ramdohr und Prinz Heinrich von Preußen zusammentraf. Er bereiste viele europäische Städte und besichtigte Kirchen, Schlösser, Museen sowie Werkstätten und Ateliers seiner Kollegen. 1830 unternahm er die vierte, 1855 eine letzte Italienreise.
Rauch wurde in gelehrte Gesellschaften, Akademien und Künstlerkreise aufgenommen, und man bedachte ihn mit zahlreichen Auszeichnungen und Orden. 1832 wurde er als auswärtiges Mitglied in die Académie des Beaux-Arts aufgenommen. Außerdem war er seit dem 31. Mai 1842 Mitglied des preußischen Ordens Pour le Mérite für Wissenschaft und Künste. Die größte öffentliche Ehrung erhielt er nach der Enthüllung des Friedrich-Denkmals in Berlin. Er erhielt eine Plakette, die von der Königlichen Akademie der Künste zu seiner Ehrung gestiftet wurde. Die Vorderseite zeigt innen das Reiterdenkmal, umrandet von den bedeutendsten Werken Rauchs, die Rückseite sein Profil. Im Jahr 1851 wurde ihm die Ehrendoktorwürde der Philosophischen Fakultät der Friedrich-Wilhelms-Universität zu Berlin verliehen. Am 31. Mai 1851 bekam er die Ehrenbürgerwürde von Berlin verliehen.
Rauchs Produktivität hielt bis zum Lebensende an. Noch in seinem 81. Lebensjahr schuf er eines seiner reifsten Werke, die Statue des Förderers der Landwirtschaft, Albrecht Daniel Thaer. Erst in den letzten Monaten erkrankte er und begab sich zur Behandlung nach Dresden. Dort starb er am 3. Dezember 1857, um sieben Uhr morgens, nachdem er 48 Stunden ohne Bewusstsein gewesen war. Er fand seine letzte Ruhe in einem Ehrengrab der Stadt Berlin auf dem Dorotheenstädtischen Friedhof. Die Grabstätte befindet sich in der Abt. CAL, G2.
Eine Büste zu Ehren Christian Daniel Rauchs findet sich als Nebenbüste zum zentralen Standbild König Friedrich Wilhelms IV. in der Denkmalgruppe 31 der Siegesallee in Berlin. Sie wurde 1900 von Karl Begas ausgeführt.
Zahlreiche Bildhauer und weitere Künstler waren Schüler Rauchs; zu ihnen zählen unter anderen Friedrich Drake, der die Viktoria der Berliner Siegessäule fertigte, Ernst Rietschel, der das Goethe- und Schiller-Denkmal in Weimar schuf, Albert Wolff, Bernhard Afinger, August Kiss und Theodor Kalide. Wenn sehr junge Bewerber um Aufnahme in seine Werkstatt baten, empfahl Rauch ihnen meist, vier bis fünf Jahre bei einem Steinmetz in die Lehre zu gehen, um die Technik dieses Handwerks gründlich zu erlernen und sich erst dann der Bildhauerkunst zu widmen.

### Nachfahren
Rauch`s Tochter Agnes (1804–1881) ehelichte Johann Samuel d’Alton (1803–1854). Deren Nachfahren, so auch der Gutspächter Sohn Richard d’Alton-Rauch (1837–1928), verheiratet mit Martha Helene Wüstenberg (1847–1891), erhielten am 3. Januar 1877 durch Kaiser Wilhelm I. die Namensverleihung d’Alton-Rauch. Ein später Nachfahre ist dann in der nächsten Generation spätere Generalmajor Richard d’Alton-Rauch.

## Werke (Auswahl)

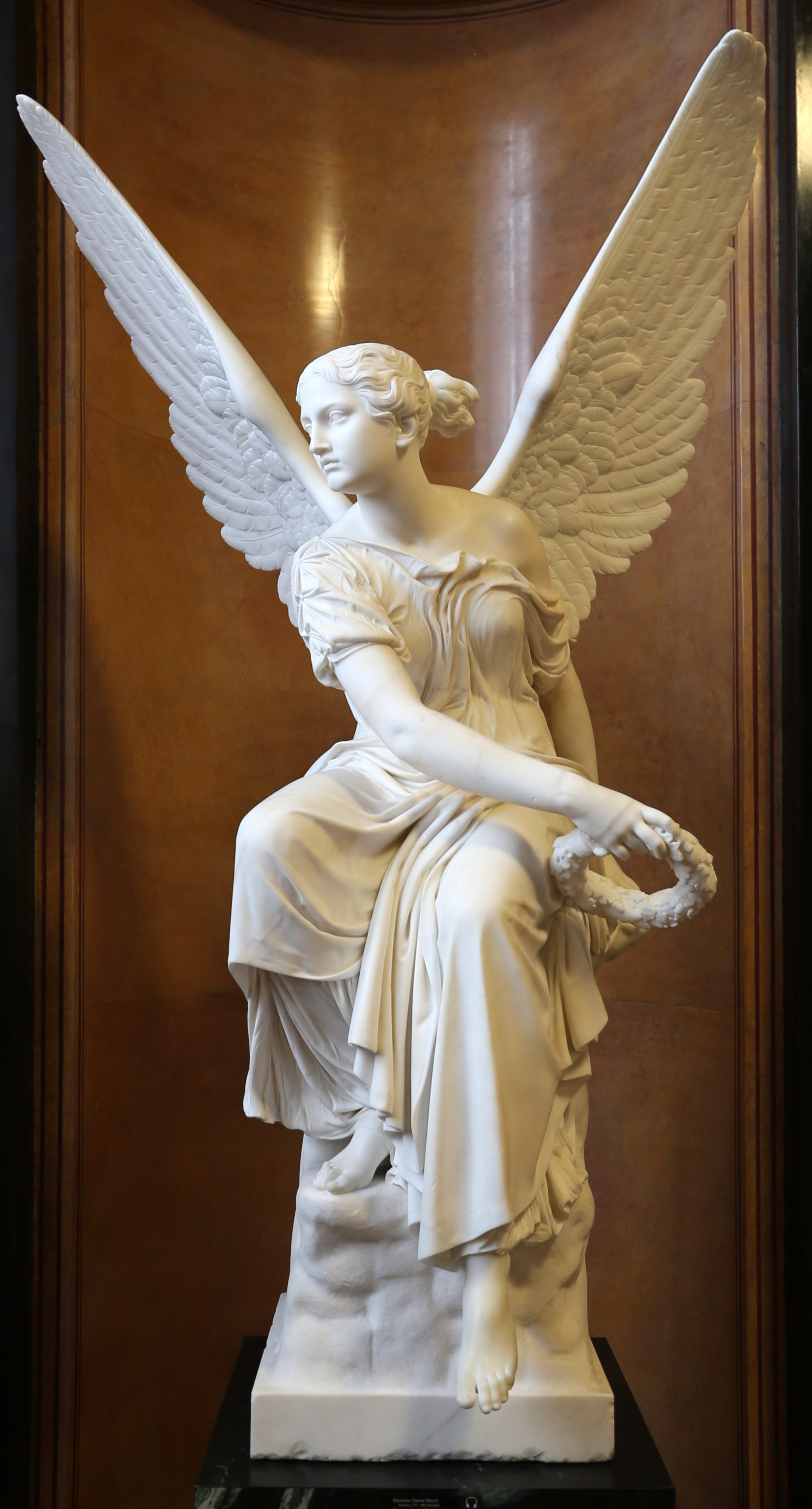
Kranzwerfende Viktoria (1845), Alte Nationalgalerie

- Adelheid von Humboldt als Psyche, sitzende Marmorstatue, Rom 1810.
- Grabmal für Königin Luise von Preußen, Marmor, Mausoleum Charlottenburg, 1814
- Lebensgroße Goethebüste, 1820, Marmor, Goethe-Museum Düsseldorf
- Marmorstandbilder für Bülow und Scharnhorst vor der Neuen Wache, Berlin, 1822
- Bronzestandbild für Blücher an der Prachtstraße Unter den Linden, Berlin, 1824
- Bronzestandbild für Blücher auf dem Salzring (ab 1827 Blücherplatz) in Breslau, 1824, aufgestellt 1827
- Marmorbüste Carl Friedrich Zelters (1758–1832), Berlin, Sing-Akademie, 1825
- Denkmal August Hermann Francke für Halle/Saale, 1825–1829
- Denkmal für Friedrich von Kleist für Merseburg, 1825/26
- Goethe im Hausrock, Statuette, 1828
- Als Medailleur modellierte Rauch die Medaille Brandts von Alexander von Humboldt 1828. Die Berliner Medailleure Gottlieb Goetze, Christoph Carl Pfeuffer und Johann Karl Fischer erhielten von Rauch Kopien seiner Werke auf ihren Medaillen.[6]
- Bronzeplastiken für das Grabmal der Fürsten Mieczyslaw und Boleslaw von Polen in der Goldenen Kapelle des Posener Doms, 1841
- Arbeiten für die Walhalla: Büsten von Raphael Mengs (1808), Hans Sachs, van Dyck, Admiral Tromp, Martin Schön (1813), Snyders (1814), Blücher (1817), Graf Diebitsch-Sabalkansky (1830), Scharnhorst (1831), Dürer (1837) und 6 Victorien (zwei sitzend, vier stehend)
- Denkmal für König Max I. Joseph, Erzguss von Johann Baptist Stiglmaier, München
- Dürer-Standbild in Nürnberg (1830/1840), Erzguss von J. D. Burgschmiet
- Victoria, stehende Marmorstatue (mit Kriegsschäden) im Park von Schloss Tamsel/Neumark, 1840 (heute Dąbroszyn, Polen).
- Standbild Gneisenaus an seinem Mausoleum im Sommerschenburg (1835–1841)[7]
- Löwenbrunnen auf dem Marktplatz in Eberswalde
- Marmorstatue Kranzwerfende Viktoria (1838–45), im Berliner Schloss, jetzt Alte Nationalgalerie (Berlin)
- Grabmal für Königin Friederike von Hannover im Welfenmausoleum,[8] um 1842
- Grabmal für König Ernst August von Hannover im Welfenmausoleum[9]
- Modell für Dürer-Denkmal in Nürnberg, vor 1849, von Jakob Daniel Burgschmiet 1849 in Bronze gegossen
- Grabmal für König Friedrich Wilhelm III. von Preußen, Marmor, Mausoleum Charlottenburg, 1846
- Denkmal Friedrich II. von Preußen (Berlin-Friedrichshain) Berlin, 1848
- Reiterstandbild Friedrichs des Großen auf der Prachtstraße Unter den Linden, Berlin, 1851
- Bronzestandbilder für Yorck und Gneisenau an der Prachtstraße Unter den Linden, Berlin, 1855
- Bronzestatue Albrecht Thaer 1859, Lichthalle Invalidenstraße 42, Lebenswissenschaftliche Fakultät der Humboldt-Universität zu Berlin
- Bronzeplastik Immanuel Kant für Königsberg, 1864 von Hermann Gladenbeck gegossen, 1945 verschollen, als Nachguss 1992 wieder aufgestellt
- Moses, gestützt von Aaron und Hur, im Gebet für sein Volk im Kampf gegen die Amalekiter (Entwurf), Marmorgruppe an der Friedenskirche in Potsdam
- Je ein Paar liegender Bronzehirsche u. a. für das Jagdschloss Platte bei Wiesbaden, für das Hirschtor in Rastede[10] für das Sanssouci-Tor des Wildpark Potsdam (1844/45)[11][12] und für den Schlossberg Neustrelitz (1825).[13]
- Büste für Karl August von Hardenberg auf der Plassenburg in Kulmbach

Weitere Hauptwerke
Grabmal für König Friedrich Wilhelm III. von Preußen (1846), Mausoleum Charlottenburg
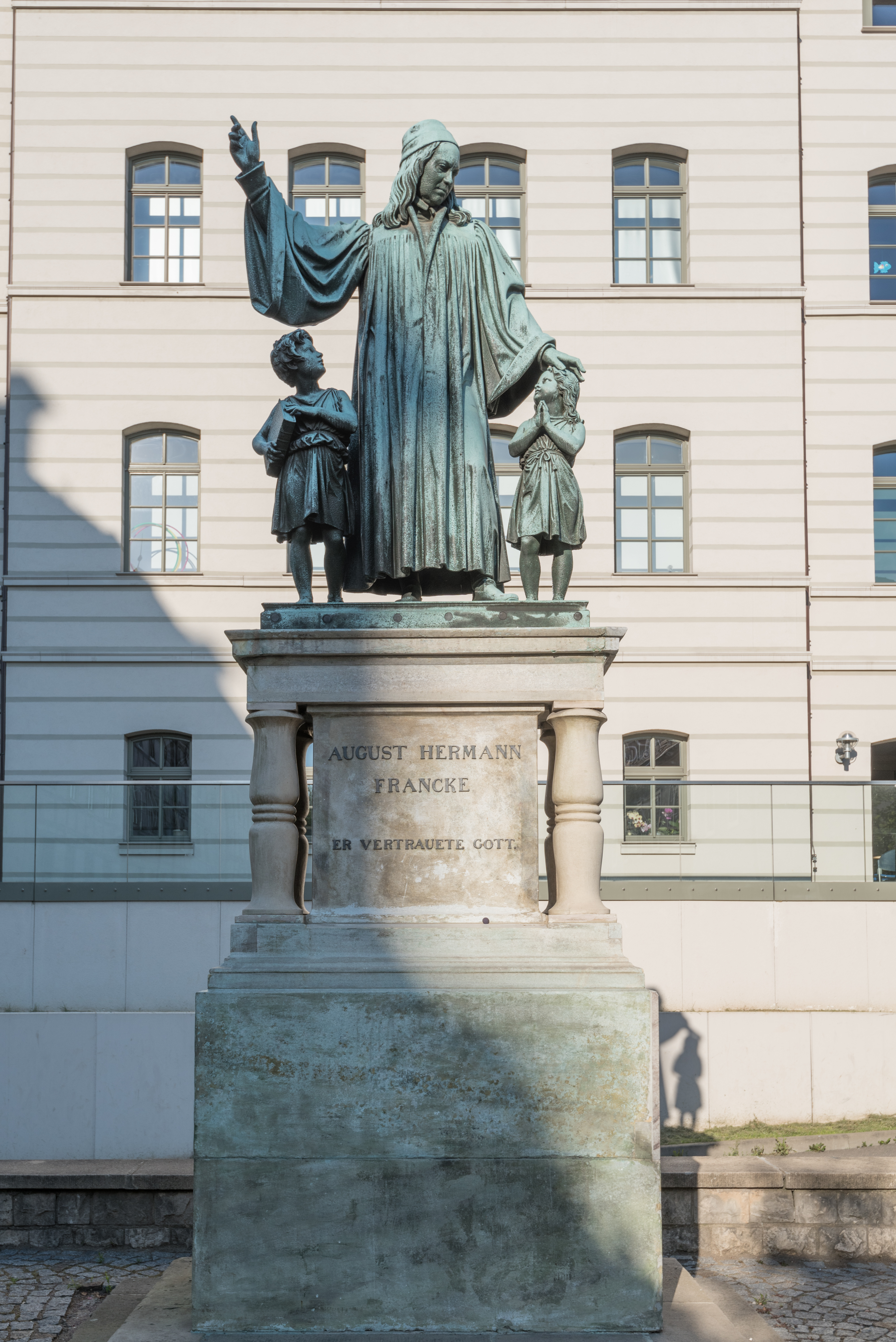
Francke-Denkmal (1829), Halle an der Saale
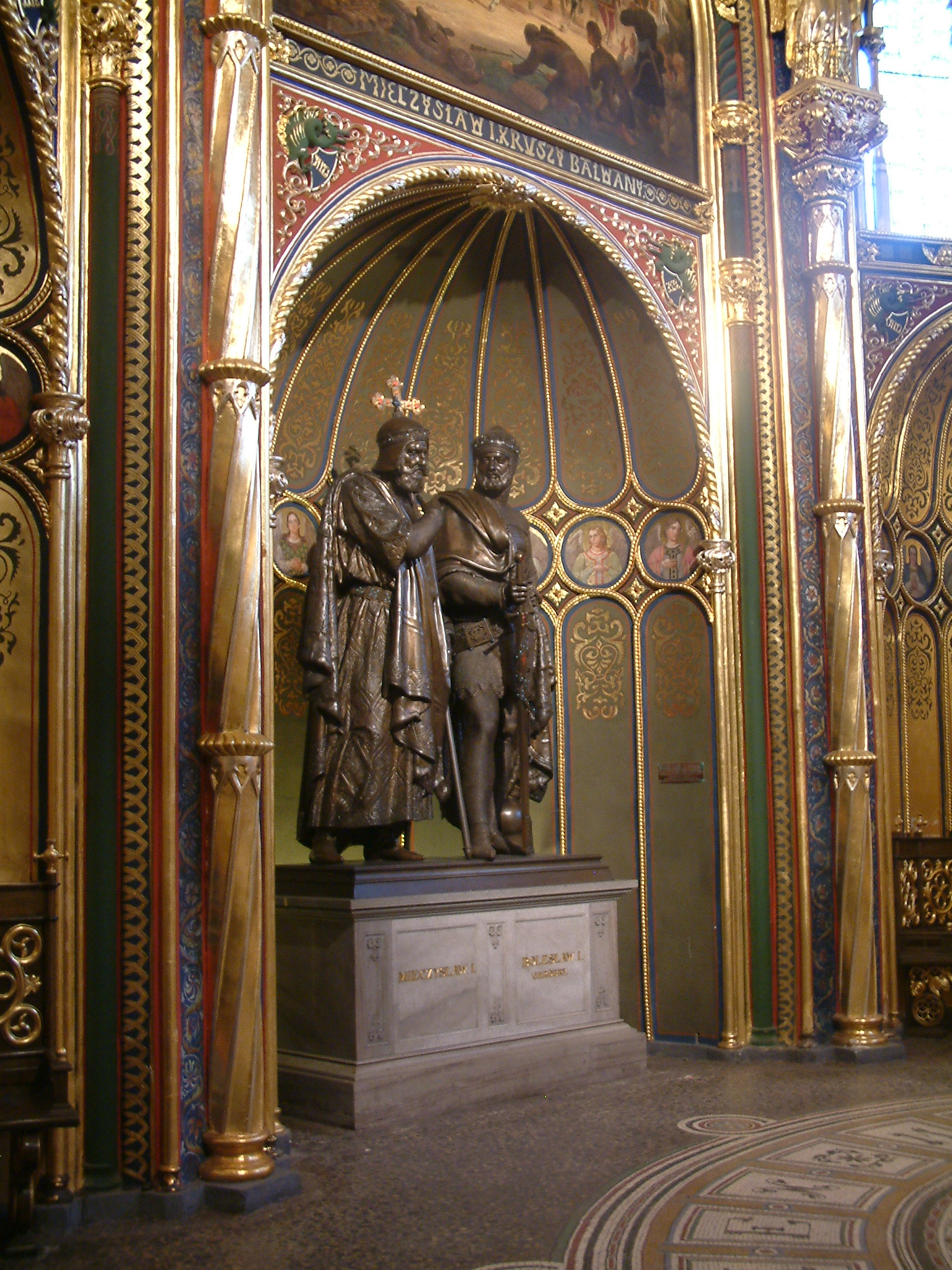
Grabmal der Fürsten Mieczyslaw und Boleslaw von Polen (1841), Posener Dom
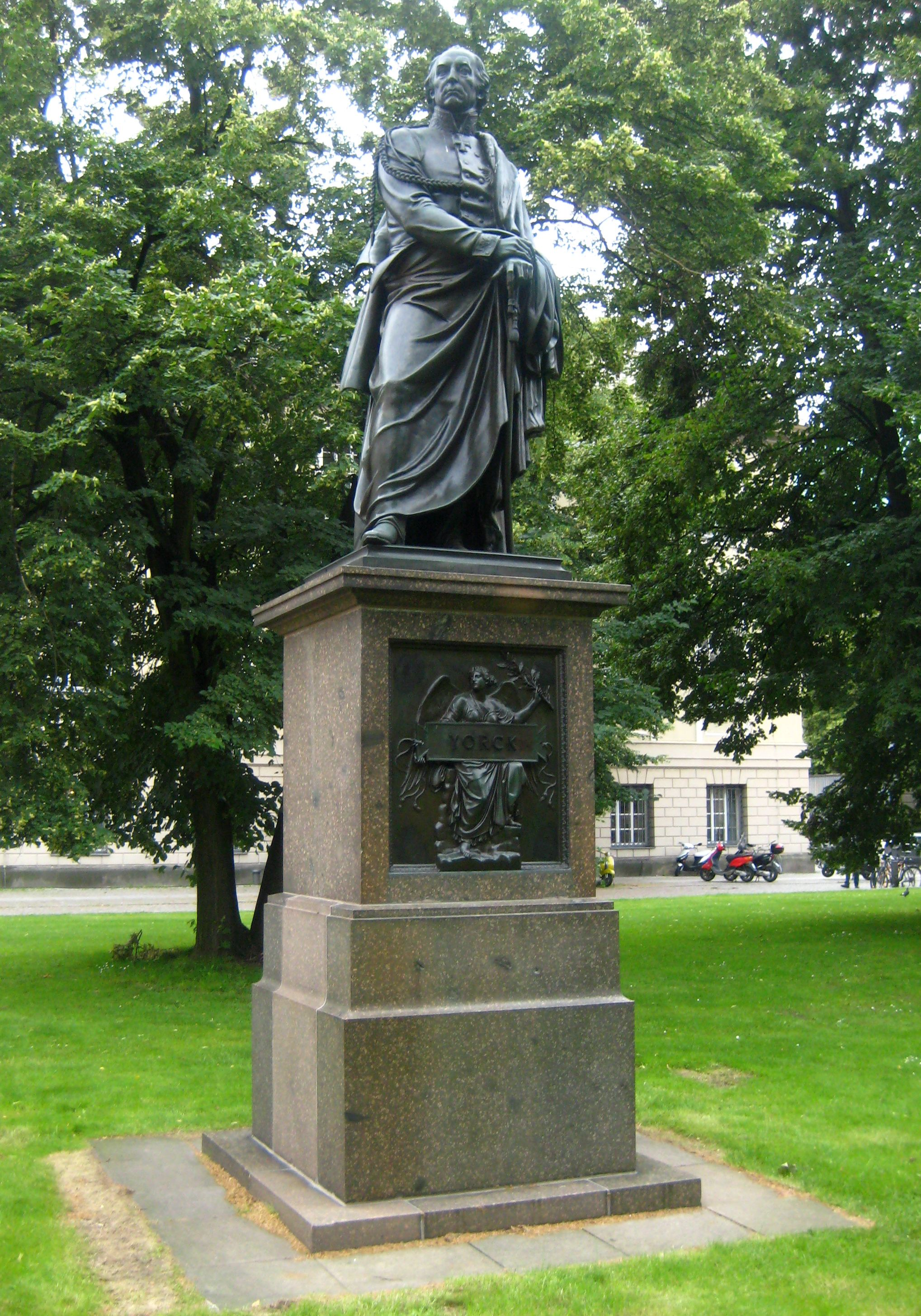
Yorck-Denkmal (1855), Berlin
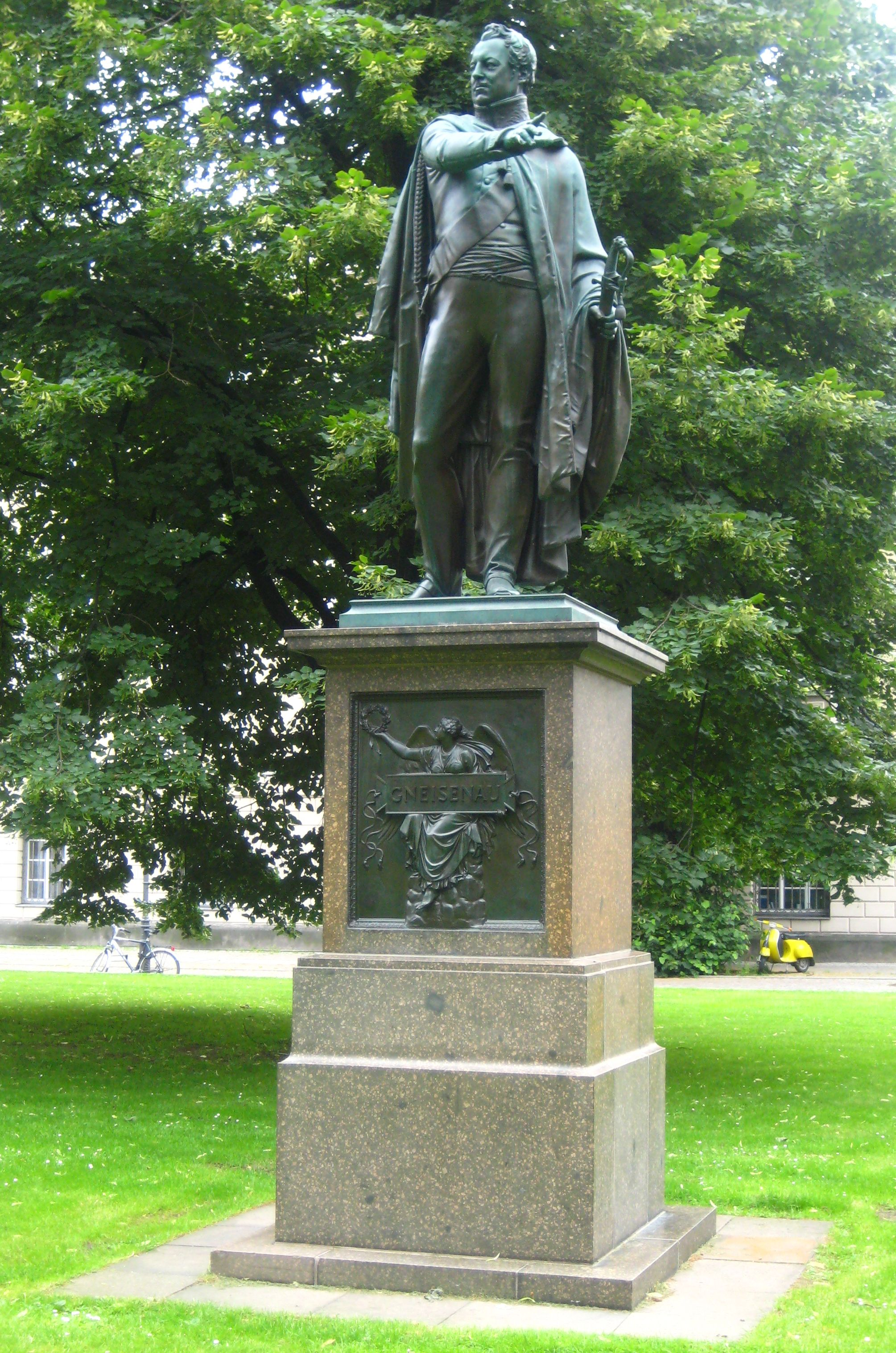
Gneisenau-Denkmal (1855), Berlin
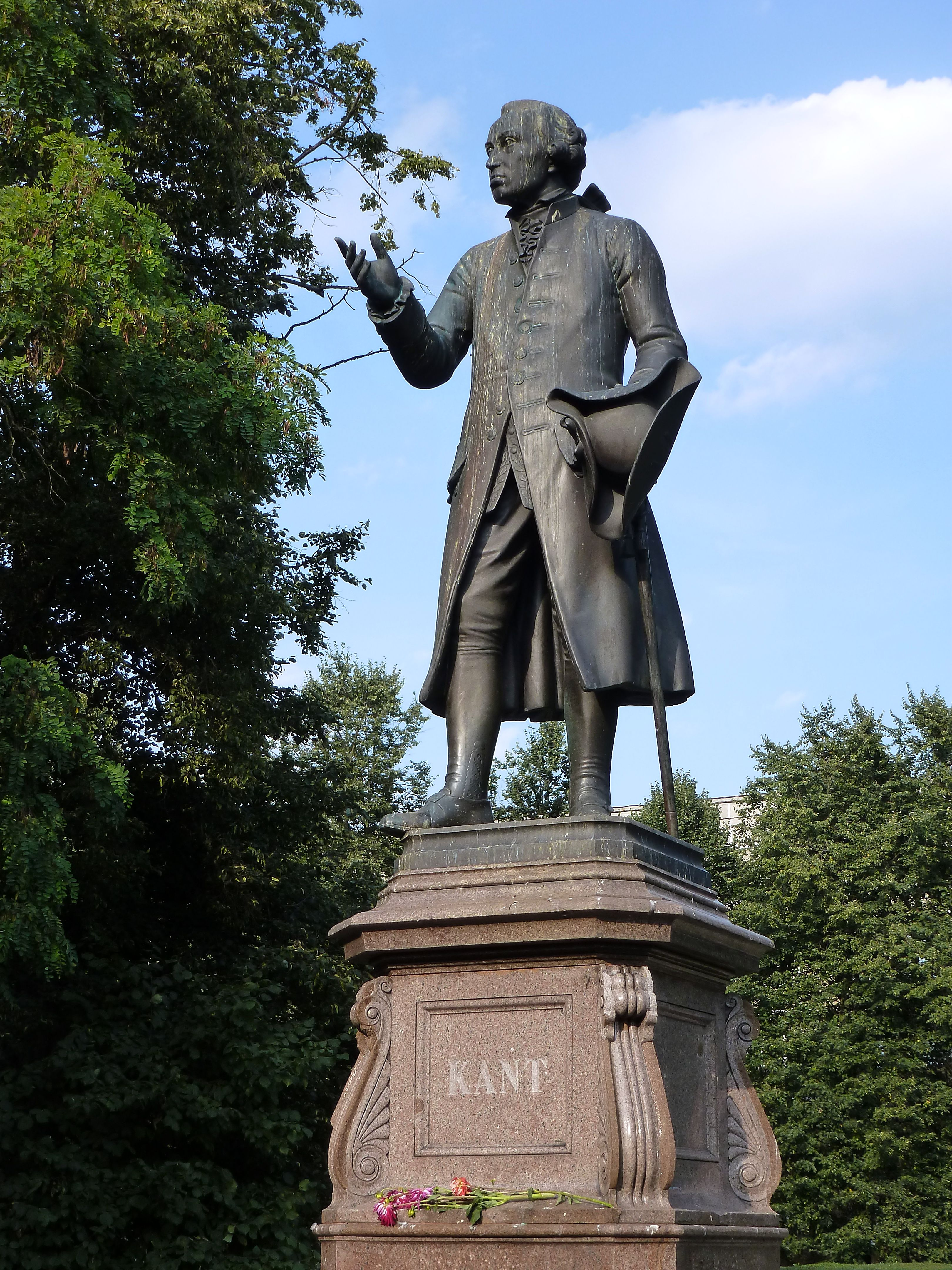
Kant-Denkmal (1864), Königsberg

## Rauch in Arolsen

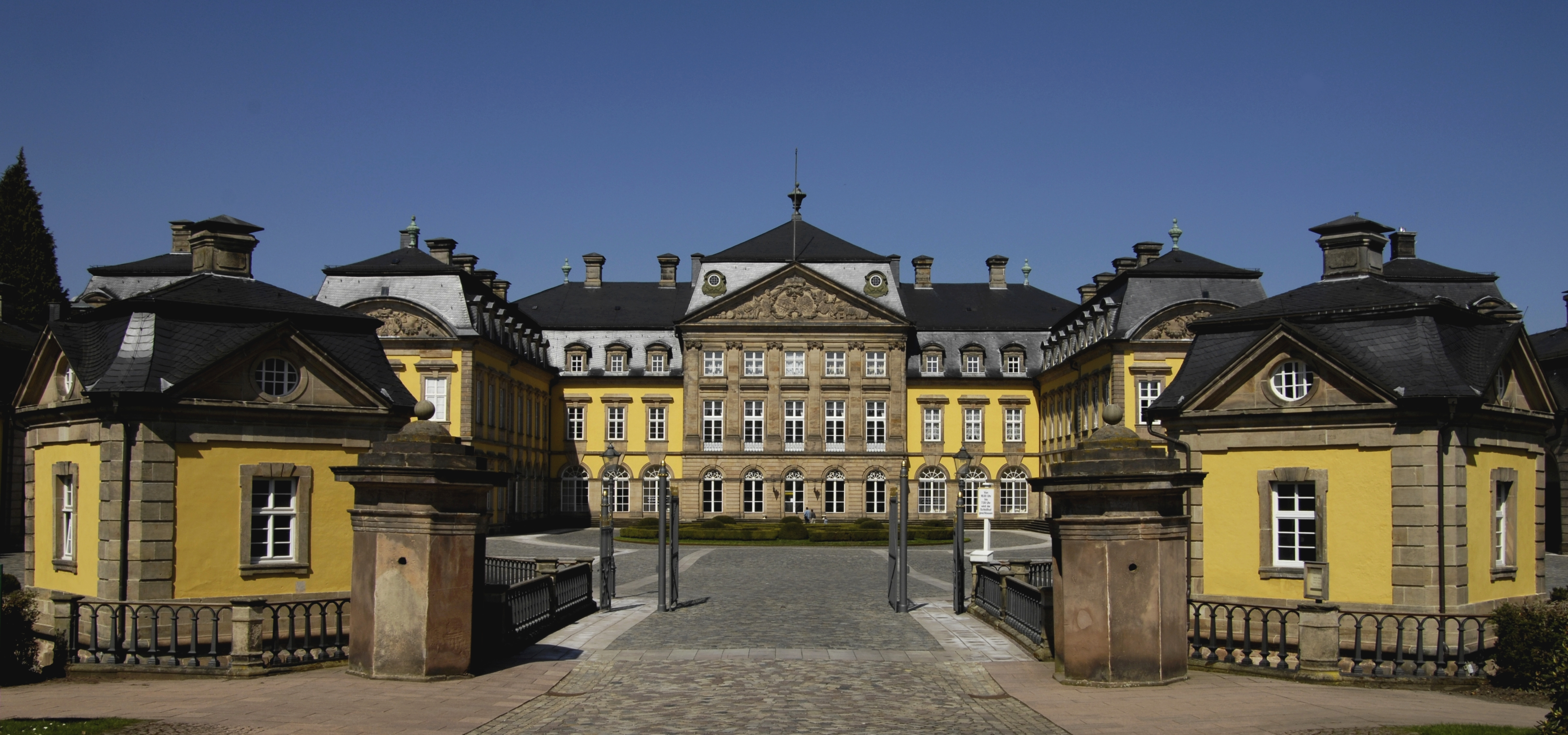
Residenzschloss Arolsen, heute Sitz des Rauch-Museums

In Arolsen befinden sich das Christian-Daniel-Rauch-Geburtshaus und das Christian-Daniel-Rauch-Museum. Das Gymnasium der Stadt ist nach ihm benannt.
Eine frühere museale Erinnerungsstätte für Christian Daniel Rauch befand sich bis zu ihrer Zerstörung während des Zweiten Weltkrieges in Berlin. Das heutige, im Oktober 2002 eröffnete Christian-Daniel-Rauch-Museum ist eine Zweigstelle des Museums in Bad Arolsen. Als Dauerleihgabe der Alten Nationalgalerie Berlin ist eine Auswahl von Skulpturen Rauchs und seiner Zeitgenossen zu sehen. Im Christian-Daniel-Rauch-Geburtshaus werden vornehmlich Erinnerungsstücke gezeigt.

### Rauch-Geburtshaus
Das Christian-Daniel-Rauch-Geburtshaus befindet sich in der Rauchstraße 6. Die Besucher sollen einen Einblick in die Wohnkultur des 19. Jahrhunderts und Informationen über die Familie Rauch bekommen.
Hier kann man den Stammbaum Christian Daniel Rauchs betrachten sowie eine auf Lateinisch geschriebene Urkunde mit einem Originalsiegel des Königs Friedrich Wilhelm IV. und viele andere Gegenstände und Büsten aus Gips, zum Beispiel Rauch als junger und alter Mann. Neben dem Geburtshaus befanden sich Schweine- und Ziegenstall sowie die Toilette. Hinter dem Geburtshaus findet man heute noch einen Garten, in dem wilder Hopfen wächst sowie eine Rose aus dem Jahr 1855.

### Rauch-Museum
Rauchs künstlerischen Nachlass besaß im Wesentlichen die Alte Nationalgalerie in Berlin. Sie betrieb ein Rauch-Museum. Kustos war Hans Mackowsky. Es befand sich 1912 in der Klosterstraße und ab Anfang der 1930er Jahre in der Großen Orangerie von Schloss Charlottenburg. Der Museumsbestand ist im Zweiten Weltkrieg vor der Zerstörung der Orangerie ausgelagert worden.
Für Arolsen stellte die Stiftung Preußischer Kulturbesitz aus dem Bestand der Nationalgalerie eine reiche Auswahl zusammen, die als Dauerleihgabe ab 2002 im Marstallgebäude des Residenzschlosses Arolsen ausgestellt wurde und durch Filme über sein Leben und seine Arbeiten mit Bronze, Marmor und Gips ergänzt wird.

### Rauch-Stiftung
Das Geburtshaus des Bildhauers kam nach dem Tod seiner Mutter im Jahre 1810 in den Besitz von deren Schwester, weil Rauch auf sein Erbe verzichtet hatte. Durch sie wurde das Haus an ihren Schwiegersohn weitervererbt. Nach dessen Tod 1856 erwarb die Stadt Arolsen das Grundstück mit den beiden Gebäuden für 1204 Taler. Man wollte eine Unterkunft für alte und mittellose Menschen schaffen. Der Künstler war darüber so erfreut, dass er für dieses Altenheim einen größeren Geldbetrag spendete. Dieser Betrag bildete den Grundstock zum Vermögen der Rauch-Stiftung. Es vergingen weitere drei Jahre bis zur Verwirklichung der Idee. Im Jahr 1950 wurde die Stiftung aufgelöst, da die Einkünfte zur Fortführung der Anstalt nicht mehr ausreichten.

### Populärkultur
Rauchs Marmorstatue „Kranzwerfende Viktoria“ diente u. a. als Vorbild für den langjährigen Wanderpokal der deutschen Fußballmeisterschaft (vgl. Victoria (Pokal)) und wurde so einer breiten Öffentlichkeit auch jenseits kunstinteressierter Kreise bekannt.

## Literatur

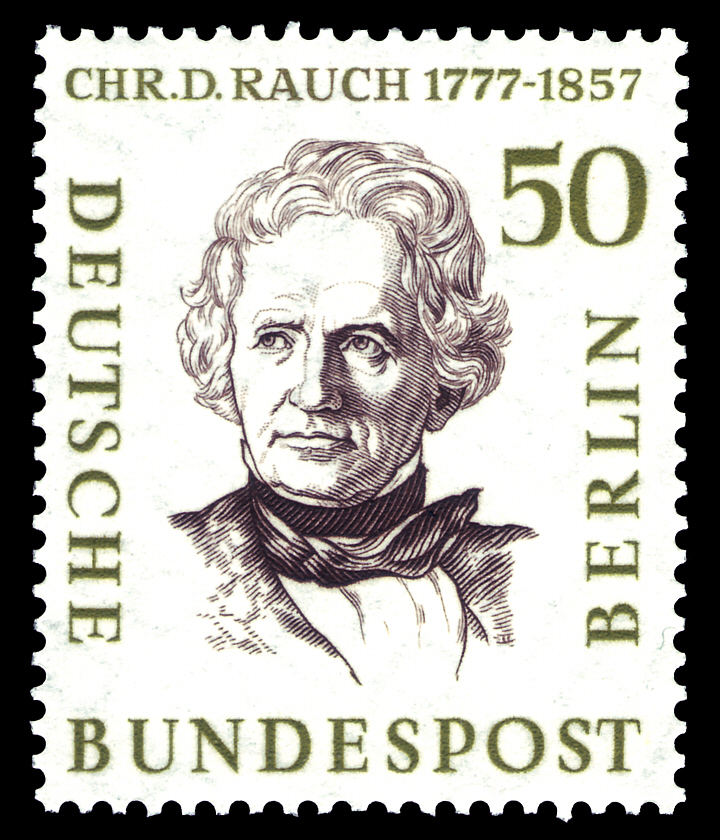
Rauchs Porträt auf einer Briefmarke der Bundespost, 1957